# Lepanthes lindleyana
Lepanthes lindleyana är en orkidéart som beskrevs av Oerst. och Heinrich Gustav Reichenbach. Lepanthes lindleyana ingår i släktet Lepanthes och familjen orkidéer. Inga underarter finns listade i Catalogue of Life.